# 虹井
虹井，位于江西省上饶市婺源县（旧属安徽省徽州府）县城紫阳镇南门街文公故里（朱熹故居）。
虹井开挖于唐朝。内径1米，深约5米。传说1097年朱熹之父朱松出生时，此井吐气如虹，而1130年朱熹在福建出生时，此井紫气如云。
虹井已列为上饶市文物保护单位。